# Ambici
Ambici es un servicio de alquiler de bicicletas públicas del Ámbito metropolitano de Barcelona con la excepción de Barcelona, España, que se implementó en enero de 2023, promovido por el Área metropolitana de Barcelona. La empresa metropolitana Transportes Metropolitanos de Barcelona (TMB) es la gestora y explotadora del servicio.

## Servicio y tarifas
Los usuarios pagan un abono anual para acceder a un total de 2600 bicicletas eléctricas repartidas en cualquiera de las 236 estaciones disponibles en todo el Ámbito metropolitano de Barcelona con la excepción de Barcelona, donde ya opera el servicio municipal Bicing. Para ello pueden escanear el código QR de la bicicleta con la aplicación para móvil Ambici o bien utilizar la tarjeta que reciben en su domicilio al realizar el alta en el servicio.
Una de las tarifas disponibles es la tarifa plana de 25 €. Los primeros 30 minutos de uso de una bicicleta eléctrica no suponen ningún coste adicional. Las siguientes fracciones de 30 minutos hasta las 2 horas, se cobra 0,5 € o 0,9 € por bicicleta eléctrica. A partir de las 2 horas, se cobra 5 € la hora.
Existen abonos conjuntos de Ambici y Bicing con un coste de 53 € y 65 € para los abonos de tarifa por uso y tarifa plana de Bicing, respectivamente.
El servicio Ambici funciona durante 19 horas, desde las 5 de la mañana a las 12 de la noche, todos los días del año.